# Liste der Kulturdenkmale in Halle (Saale)
In der Liste der Kulturdenkmale in Halle (Saale) sind alle  Kulturdenkmale der kreisfreien Stadt Halle (Saale) und ihrer Ortsteile aufgelistet. Grundlage ist das Denkmalverzeichnis des Landes Sachsen-Anhalt, das auf Basis des Denkmalschutzgesetzes des Landes Sachsen-Anhalt vom 21. Oktober 1991 durch das Landesamt für Denkmalpflege und Archäologie Sachsen-Anhalt erstellt und seither laufend ergänzt wurde (Stand: 31. Dezember 2022).

## Aufteilung
Wegen der großen Anzahl der Kulturdenkmale in Halle (Saale) ist diese Liste in Teillisten nach Stadtbezirken aufgeteilt.
| Lage | Liste Kulturdenkmale in Halle (Saale)-…           | Stadtteile |
| ---- | ------------------------------------------------- | --- |
|      | Altstadt                                          | Altstadt |
|      | Südliche Innenstadt                               | Südliche Innenstadt |
|      | Nördliche Innenstadt                              | Nördliche Innenstadt |
|      | Stadtbezirk Nord ohne Paulusviertel Paulusviertel | Paulusviertel Am Wasserturm/Thaerviertel Landrain Frohe Zukunft Trotha Industriegebiet Nord Gottfried-Keller-Siedlung Giebichenstein Seeben Tornau Mötzlich                   |
|      | Stadtbezirk Süd                                   | Lutherplatz/Thüringer Bahnhof Gesundbrunnen Südstadt Damaschkestraße Ammendorf/Beesen Radewell/Osendorf Planena Böllberg/Wörmlitz Silberhöhe                                  |
|      | Stadtbezirk Ost                                   | Freiimfelde/Kanenaer Weg Dieselstraße Diemitz Dautzsch Reideburg Büschdorf Kanena/Bruckdorf                                                                                   |
|      | Stadtbezirk West                                  | Nördliche Neustadt Südliche Neustadt Westliche Neustadt Gewerbegebiet Neustadt Ortslage Lettin Heide-Nord/Blumenau Saaleaue Kröllwitz Heide-Süd Nietleben Dölauer Heide Dölau |

## Ortsteilübergreifende Baudenkmale
In diesem Abschnitt befinden sich zurzeit drei Denkmale, die ortsteilübergreifend sind.
| Lage | Bezeichnung                 | Beschreibung                                                                                     | Erfassungs- nummer | Ausweisungsart | Bild           |
| --- | --------------------------- | ------------------------------------------------------------------------------------------------ | ------------------ | -------------- | -------------- |
| Thüringer Bahnhof – Merseburger Straße – Turmstraße – Böllberg – Saaleübergang – Pulverweiden – Hafenstraße – Sophienhafen (Karte) | Hafenbahn Halle             | Eisenbahnanlage                                                                                  | 094 17026          |                | Weitere Bilder |
| Stadt Halle (Saale), Salzatal, Lutherstadt Eisleben, Gerbstedt, Hettstedt (Karte)                                                  | Halle-Hettstedter Eisenbahn | Eisenbahnanlage                                                                                  | 107 40096          | Baudenkmal     | Weitere Bilder |
| B 6; B 91; B 100; L 159 (Karte) | Wappentafel                 | vier Stelen mit Wappen der Stadt Halle an wichtigen Ortseinfahrten, 2017 als Denkmal ausgewiesen | 094 56719          | Kleindenkmal   | Wappentafel    |

## Legende
In den Spalten befinden sich folgende Informationen:
- Lage: Nennt den Straßennamen und wenn vorhanden die Hausnummer des Kulturdenkmals. Die Grundsortierung der Liste erfolgt nach dieser Adresse. Der Link „Karte“ führt zu verschiedenen Kartendarstellungen und nennt die geographischen Koordinaten.
Link zu einem Kartenansichtstool, um Koordinaten zu setzen. In der Kartenansicht sind Baudenkmale ohne Koordinaten mit einem roten bzw. orangen Marker dargestellt und können in der Karte gesetzt werden. Baudenkmale ohne Bild sind mit einem blauen bzw. roten Marker gekennzeichnet, Baudenkmale mit Bild mit einem grünen bzw. orangen Marker.
- Offizielle Bezeichnung: Nennt den Namen, die Bezeichnung oder zumindest die Art des Kulturdenkmals und verlinkt, soweit vorhanden, auf den Artikel zum Objekt.
- Beschreibung: Nennt bauliche und geschichtliche Einzelheiten des Kulturdenkmals, vorzugsweise die Denkmaleigenschaften.
- Erfassungsnummer: Für jedes Kulturdenkmal wird in Sachsen-Anhalt eine 20stellige Erfassungsnummer vergeben. Die letzten zwölf Ziffern werden für die Untergliederung nach Teilobjekten genutzt und werden nur angegeben, soweit vergeben. In dieser Spalte kann sich folgendes Icon  befinden, dies führt zu Angaben zu diesem Baudenkmal bei Wikidata.
- Ausweisungsart: Die Einordnung des Denkmales nach § 2 Abs. 2 DenkmSchG LSA
- Bild: Ein Bild des Denkmales, und gegebenenfalls einen Link zu weiteren Fotos des Kulturdenkmals im Medienarchiv Wikimedia Commons. Wenn man auf das Kamerasymbol klickt, können Fotos zu Kulturdenkmalen aus dieser Liste hochgeladen werden: